# Exprimare de gen
Exprimarea de gen (uneori se folosește și expresia de gen) este reprezentată de comportamentul, obiceiurile, interesele și aspectul unei persoane care sunt asociate cu genul într-un anumit context cultural, în special cu categoriile de feminitate sau masculinitate. Aceasta include, de asemenea, rolurile de gen. Aceste categorii se bazează pe stereotipuri despre gen. Exprimarea de gen e considerată un construct socio-cultural. Exprimarea de gen poate fi feminină, masculină și între feminin-masculin.

## Definiții
Expresia de gen reflectă de obicei identitatea de gen a unei persoane (sensul intern al propriului gen), dar acest lucru nu este întotdeauna cazul.   Expresia de gen este separată și independentă atât de orientarea sexuală, cât și de genul atribuit la naștere. Un tip de exprimare a genului care este considerat atipic pentru genul perceput extern al unei persoane poate fi descris ca fiind o neconformitate de gen. 
La bărbați și băieți, expresia de gen tipică sau masculină este adesea descrisă ca bărbătească, în timp ce expresia atipică sau feminină este cunoscută ca fiind una efeminată. Fetele și femeile tinere cu o exprimare a genului atipic de masculină se numesc tomboy. Un amestec de expresie tipică și atipică poate fi descris ca androgin . Un tip de expresie care este perceput ca fiind nici tipic feminin și nici tipic masculin poate fi descris ca fiind gender-neutral sau nediferențiat. 
Termenul de expresie de gen este folosit în Principiile Yogyakarta, care privesc aplicarea legilor internaționale privind drepturile omului în legătură cu orientarea sexuală, identitatea de gen, expresia de gen și caracteristicile sexului. 

## Confuzie între exprimarea de gen și orientarea sexuală
În timp ce expresia de gen nu are neapărat legătură cu sexualitatea, persoanele sunt adesea înțelese greșit ca fiind mai masculine dacă sunt lesbiene și mai feminine dacă sunt gay, indiferent de expresia de gen a individului. Aceste credințe pot duce la interpretarea greșită a oamenilor în ceea ce privește expresia de gen a unei persoane pe baza sexualității sale. Studiile efectuate pe adolescenți, realizate de Stacey Horn, au arătat că persoanele homosexuale și lesbiene care nu s-au exprimat ca genul lor atribuit au fost considerate mai puțin acceptabile. Persoanele care s-au exprimat cu genul atribuit de obicei s-au confruntat cu mai puțin hărțuire și discriminare socială. Pe de altă parte, bărbații heterosexuali a căror expresie de gen era mai feminină decât masculină au fost cei mai discriminați. 
Teoria „matricei heterosexualității” creată de către Judith Butler, o teoreticiană în domeniul genului, consideră că oamenii presupun adesea sexualitatea cuiva în funcție de genul vizibil al acesteia și sexul acestei persoane. Lisa Disch afirmă că această teorie explică motivul pentru care oamenii tind să presupună expresia de gen a cuiva în funcție de sexul și sexualitatea acestei persoane. 